# Tourisme dans le Tarn
Le Tarn est un département à la vocation touristique marquée. Le conseil départemental a d'ailleurs mis en place un site spécialisé à cet effet, tourisme-tarn.com.
Il possède un patrimoine bâti et culturel, au premier rang duquel la cité épiscopale d'Albi, incluse en 2010 au patrimoine mondial de l'humanité. Les villes anciennes dont de nombreuses bastides (Cordes-sur-Ciel, Réalmont, Lisle-sur-Tarn...) renferment centre historique préservé, musées (musée Toulouse-Lautrec d'Albi, musée Francisco Goya, archéosite de Montans...). Des musées locaux préservent des traditions locales, outils, documents... Quatre villages figurent parmi les plus beaux de France : Castelnau-de-Montmiral, Lautrec, Monestiés et Puycelsi.
La diversité des paysages est favorisée par la variété des sols, du pays de Cocagne à la Montagne Noire et du Sidobre aux Monts de Lacaune. Le tourisme vert alliant sport (randonnée pédestre, cycliste, sports de nature), découverte de la nature et des traditions culinaire, (cuisine tarnaise, vignoble de Gaillac tourisme fermier) est en développement.

## Tourisme historique et culturel

### Tourisme historique
La cité épiscopale d'Albi et l'église Notre-Dame-du-Bourg de Rabastens sont classées au patrimoine mondial de l'humanité, la seconde grâce son appartenance aux chemins de Saint-Jacques-de-Compostelle en France,.
Le Tarn est marqué par une histoire ancienne. Le circuit des Statues-Menhirs dans les monts de Lacaune, entre Lacaune, Nages et Murat-sur-Vèbre tout comme le dolmen de Vaour au nord-ouest, ou encore les circuits autour de Brassac, dans le Sidobre, donnent une idée de l'ancienneté du peuplement (voir sites mégalithiques du Tarn).
L'archéosite de Montans révèle les résultats des fouilles de la principale cité gallo-romaine locale. Les édifices médiévaux sont nombreux, que ce soit la vieille ville d'Albi, les nombreuses bastides ou les multiples vestiges fortifiés. A Burlats, le pavillon Adélaïde est une des rares constructions du XIIe siècle qui ne soit ni religieuse, ni militaire. Les édifices religieux dominent, mais le sud du Tarn montre des constructions plus récentes, les églises et monastères médiévaux (comme Notre-Dame de l'Ardorel) ayant été détruits par les guerres de Religion. Le sud-est du Tarn est d'ailleurs marqué par le protestantisme, qui possède son musée à Ferrières.
Au XIIIe siècle, la création de nombreuses bastides a profondément modifié l'urbanisme. Cordes-sur-Ciel en est un des exemples les mieux conservés et a été élu village préféré de français en 2014. D'autres bastides comme Castelnau-de-Montmiral et Puycelsi appartiennent quant-à-elles au club des Plus Beaux Villages de France.
Les édifices sont généralement en pierre (calcaire et schites) ou en brique foraine rouge. Les villes de brique rouge et rose sont groupées dans la vallée du Tarn entre Albi, Gaillac, Lisle-sur-Tarn et Rabastens, mais aussi Lavaur sur l'Agoût.

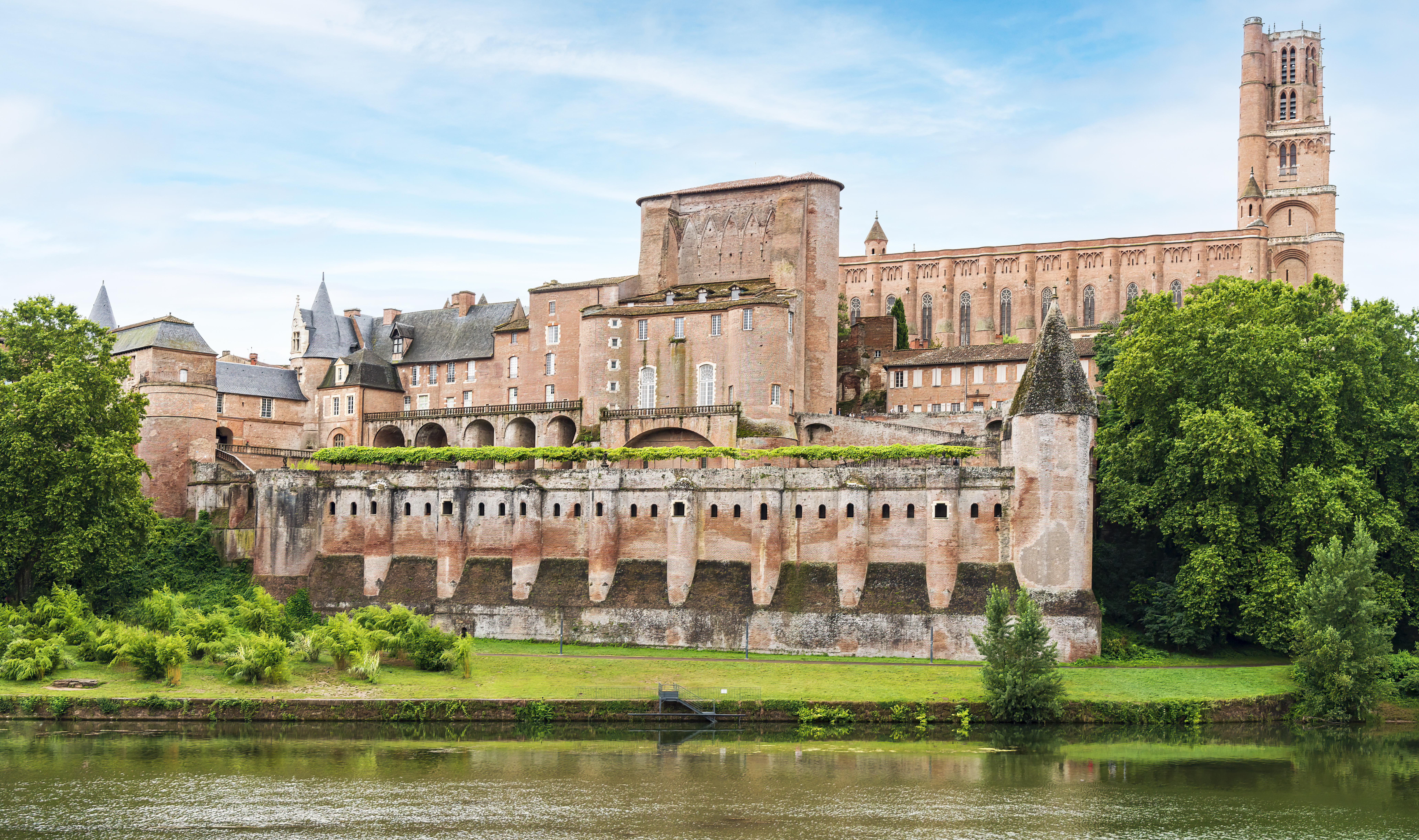
Cité épiscopale d'Albi, au patrimoine mondial de l'UNESCO
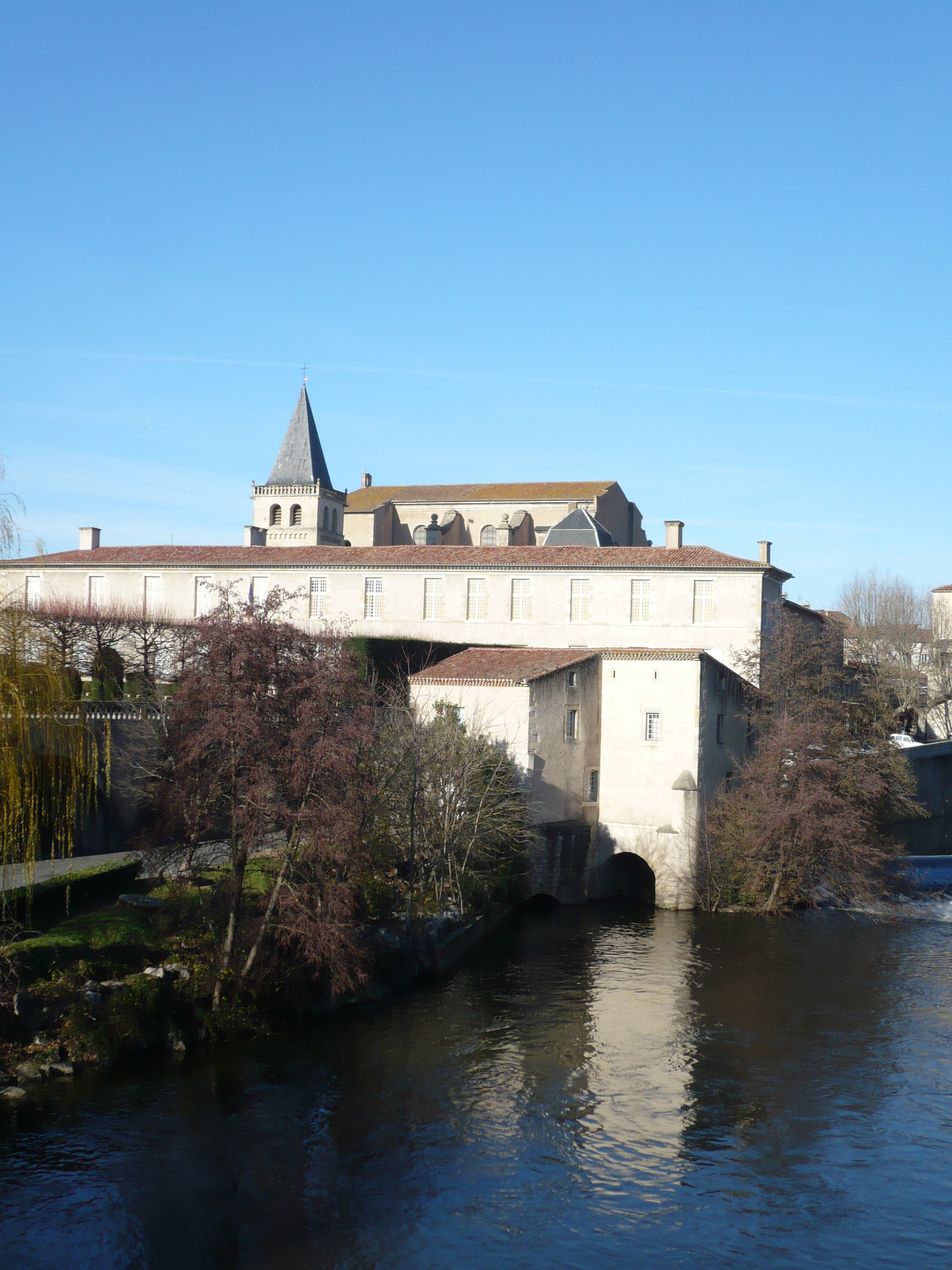
Palais de l'évêché avec jardin à la française et cathédrale Saint Benoît de Castres.
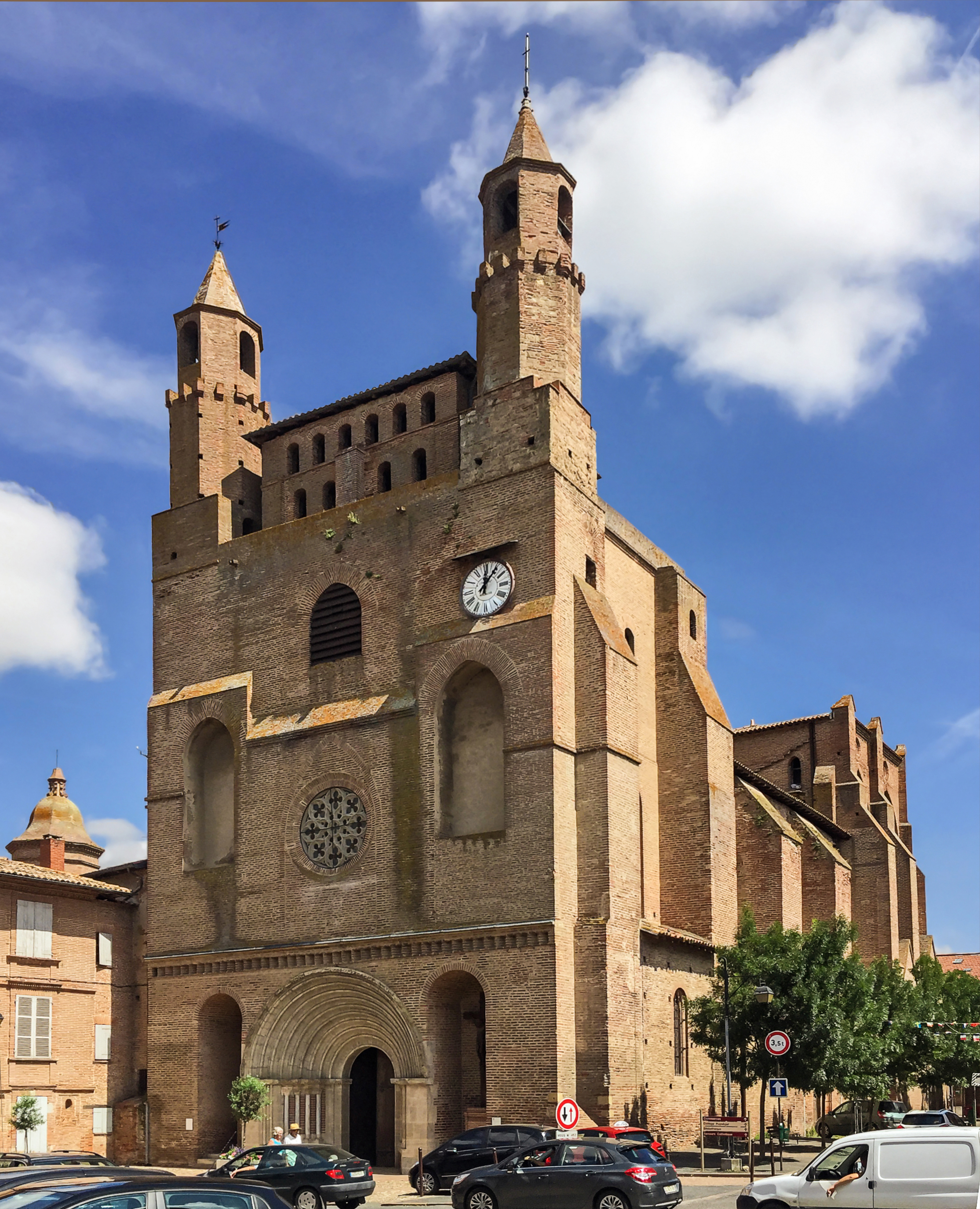
Notre-Dame-du-Bourg de Rabastens
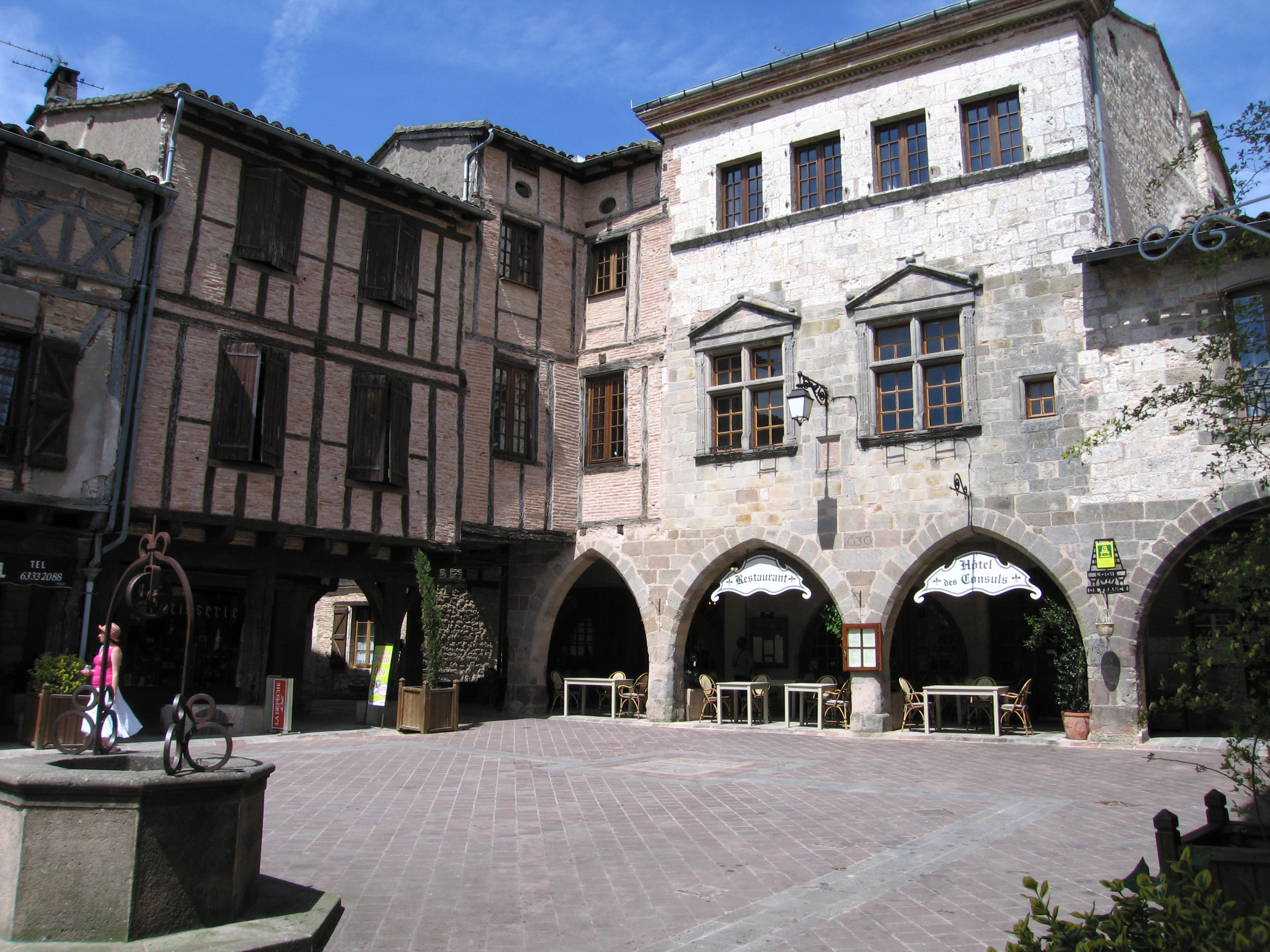
La place de Castelnau-de-Montmiral, et ses maisons protégées
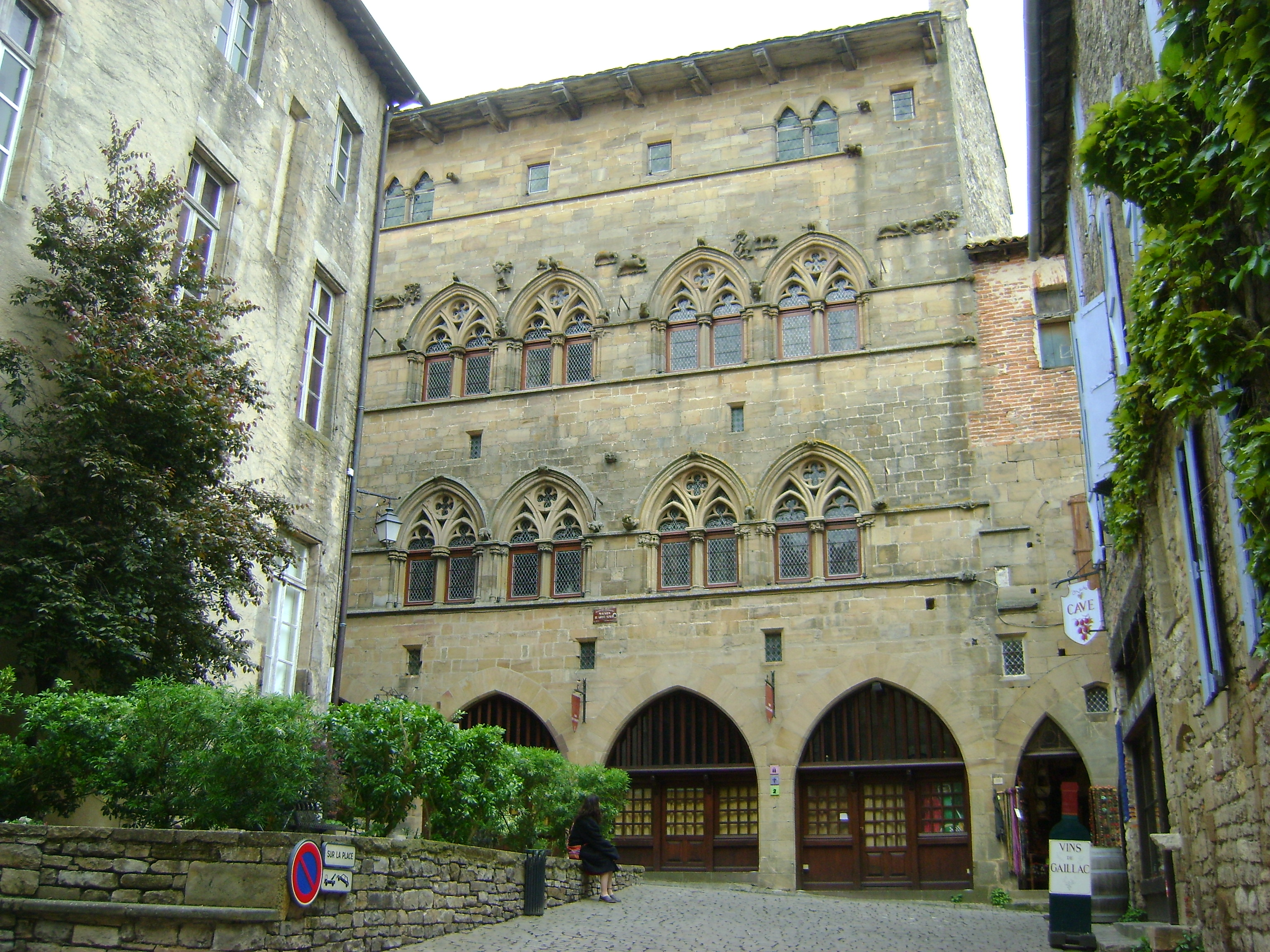
Maison du Grand Veneur à Cordes-sur-Ciel.
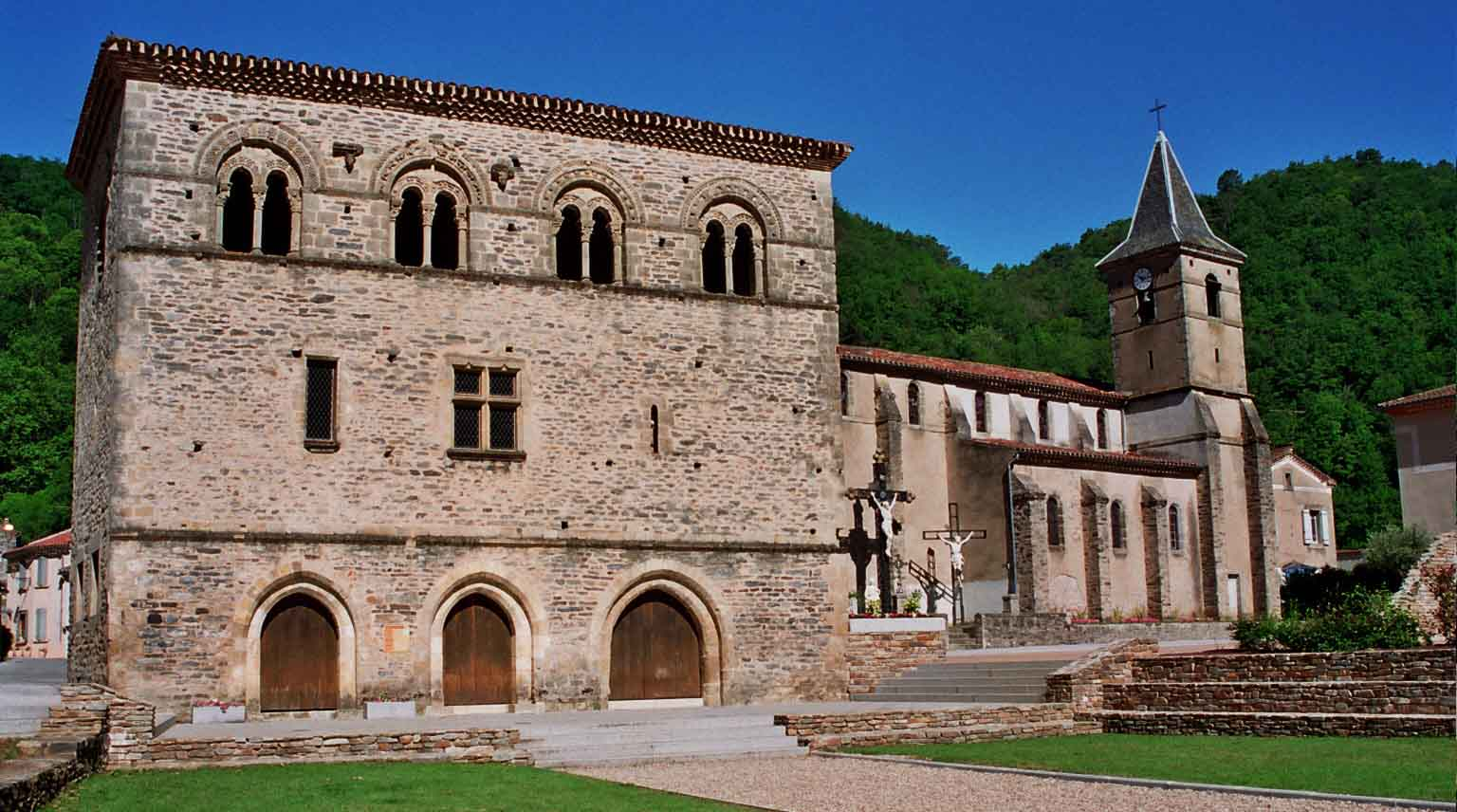
Pavillon Adélaïde à Burlats.
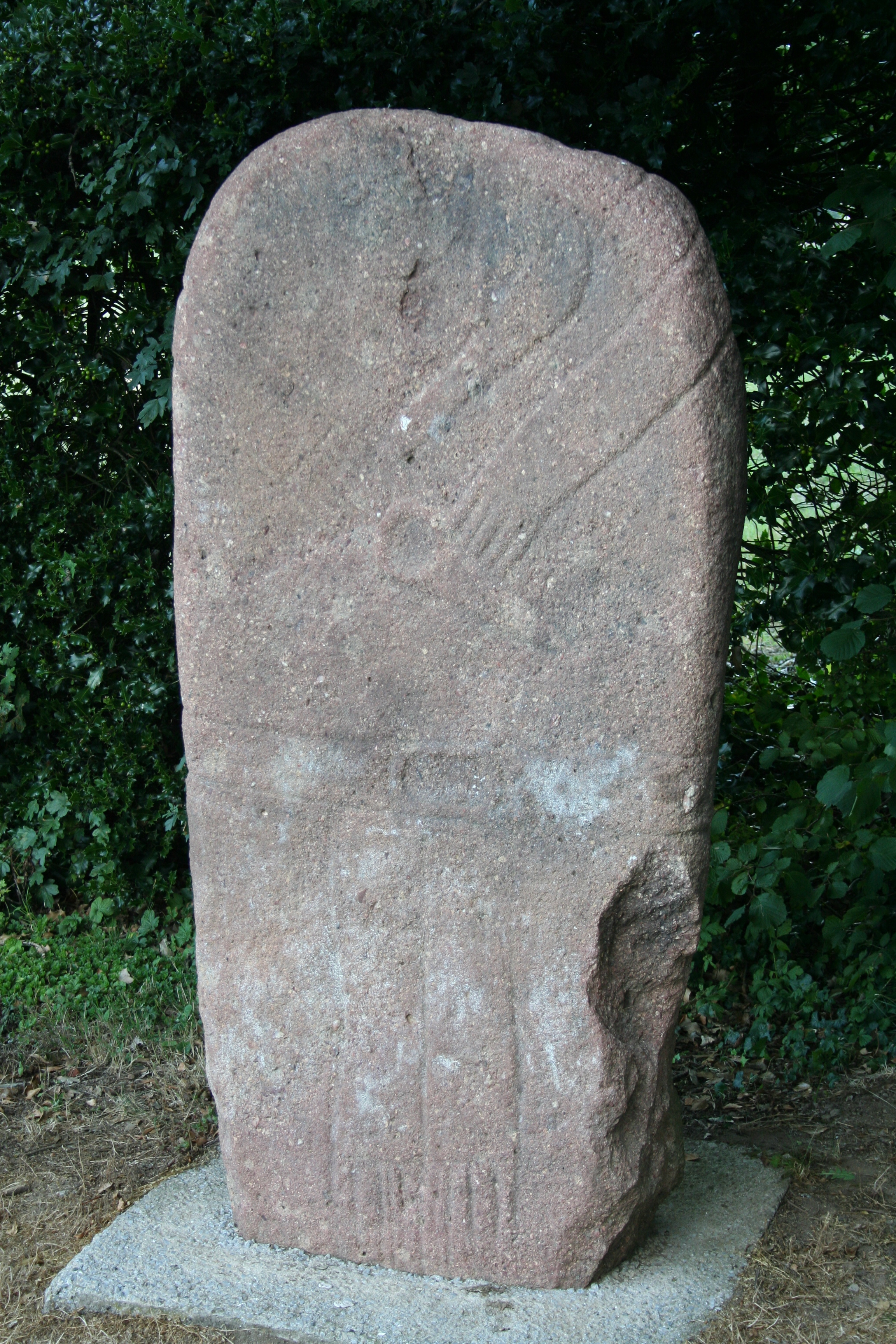
Statue-menhir de Paillemalbiau à Murat-sur-Vèbre

### Tourisme industriel
Le Tarn est un département industriel de longue date, grâce à l'énergie de la houille de Carmaux et hydraulique des moulins des Monts de Lacaune et de la Montagne Noire.
Le musée de la mine de Cagnac-les-Mines et le site Cap découverte témoignent du passé minier.
A Carmaux, le musée du verre au Domaine de la Verrerie propose des démonstrations de verrier sur place, dans une ancienne chapelle transformée en atelier. La verrerie sera plus tard transférée à Albi sous l'impulsion de Jean Jaurès. La visite de l'actuelle verrerie ouvrière d'Albi en activité est organisée.
Près d'Albi, à Saint-Juéry, la Société des Hauts-Fourneaux, forges et aciéries du Saut-du-Tarn est une industrie prospère dont l'histoire est retracée au musée du saut-du-Tarn.
A Graulhet, la maison des métiers du cuir retrace le passé récent de la mégisserie graulhetoise.
A Castres, les maisons sur l'Agoût sont un vestige de l'artisanat médiéval. L'activité du cuir, du délainage et du textile du pôle Castres-Mazamet est un souvenir récent et douloureux de délocalisation. L'histoire du textile est retracée dans le musée du textile de Labastide-Rouairoux.
Dans le Sidobre, l'espace muséologique de la Maison du Sidobre vous permettra de découvrir le travail du granit, de l'extraction en carrières aux ateliers de transformation.

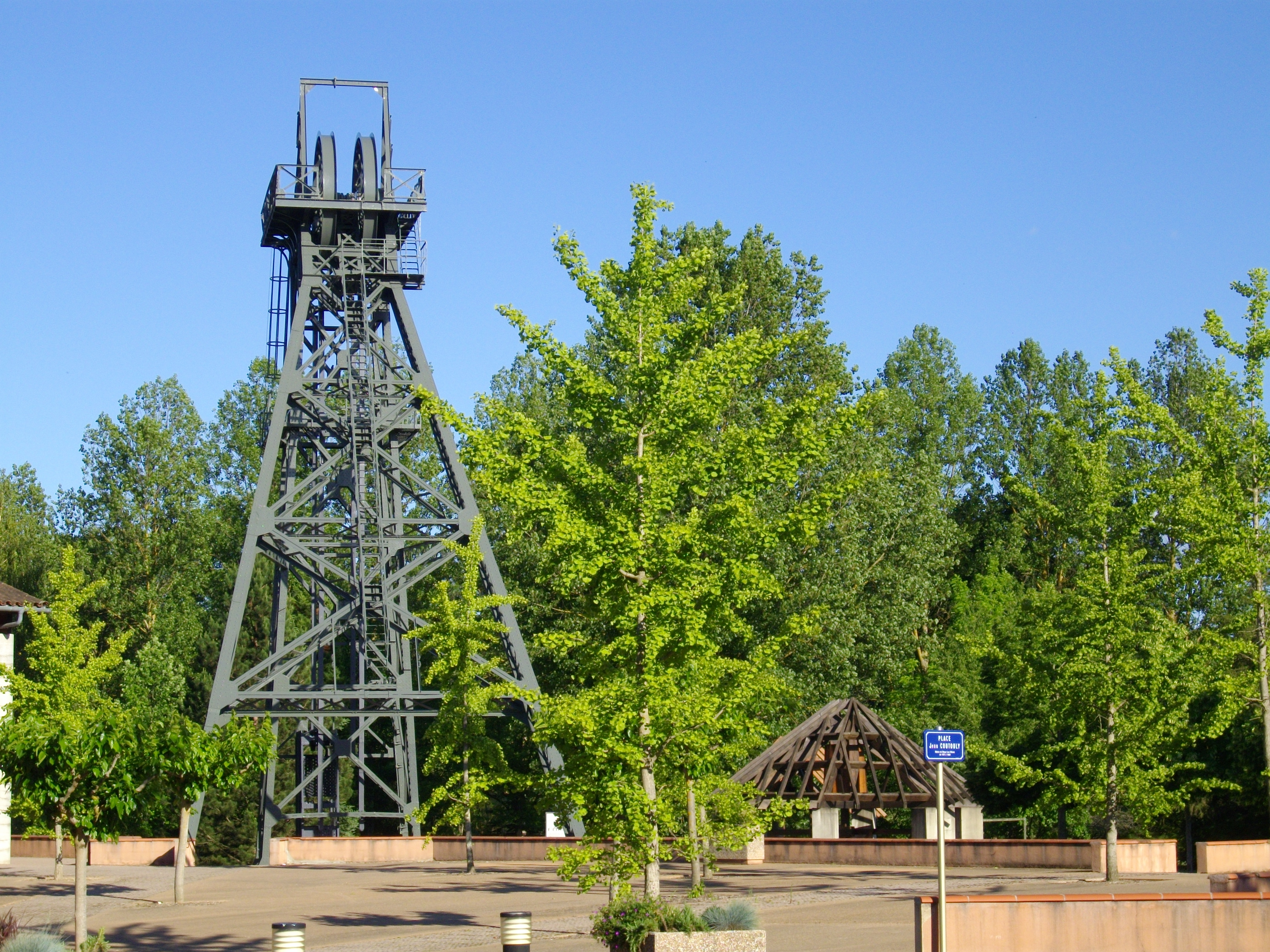
Chevalement de mines de Carmaux.
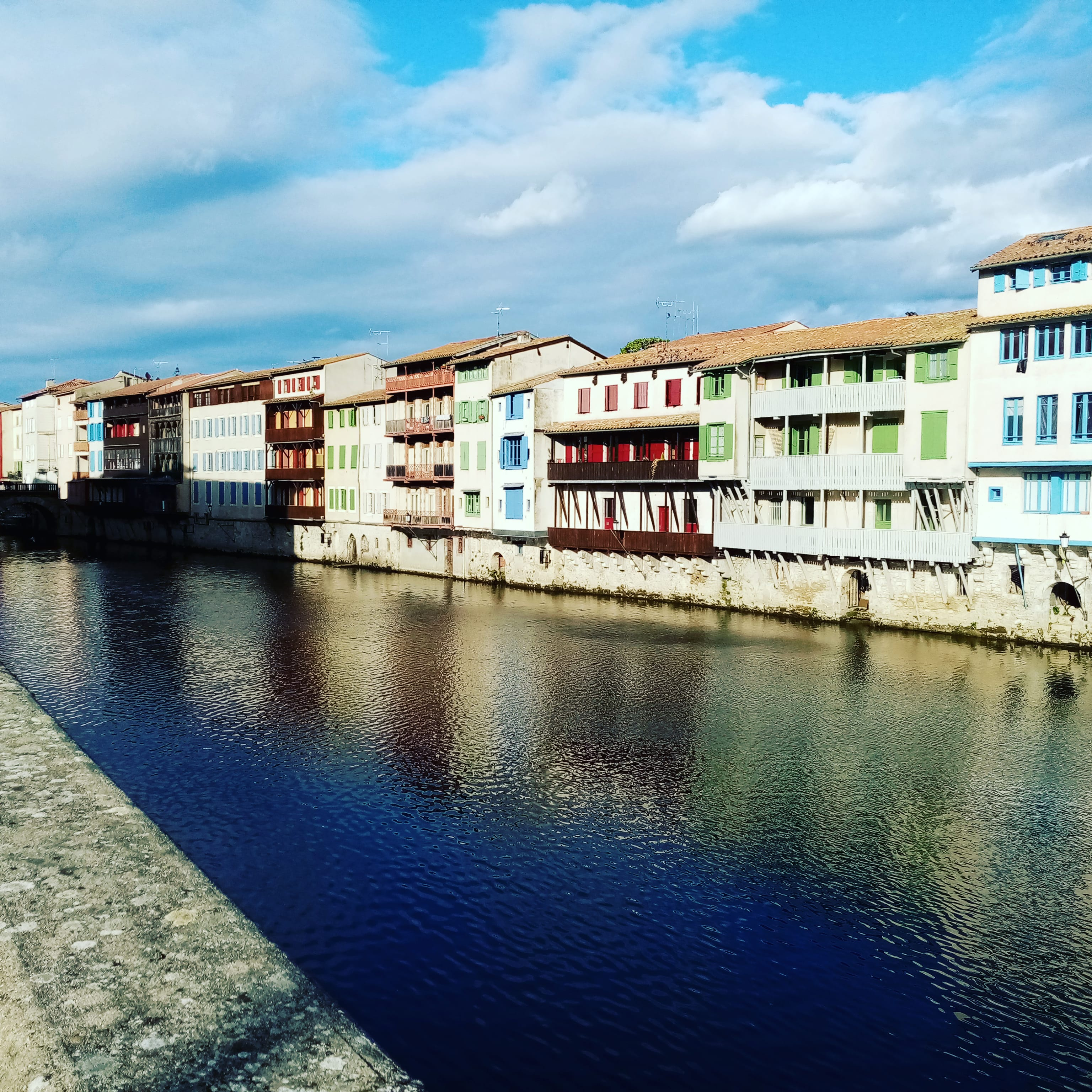
Vieilles maisons sur l'Agoût de Castres, la petite Venise du Languedoc
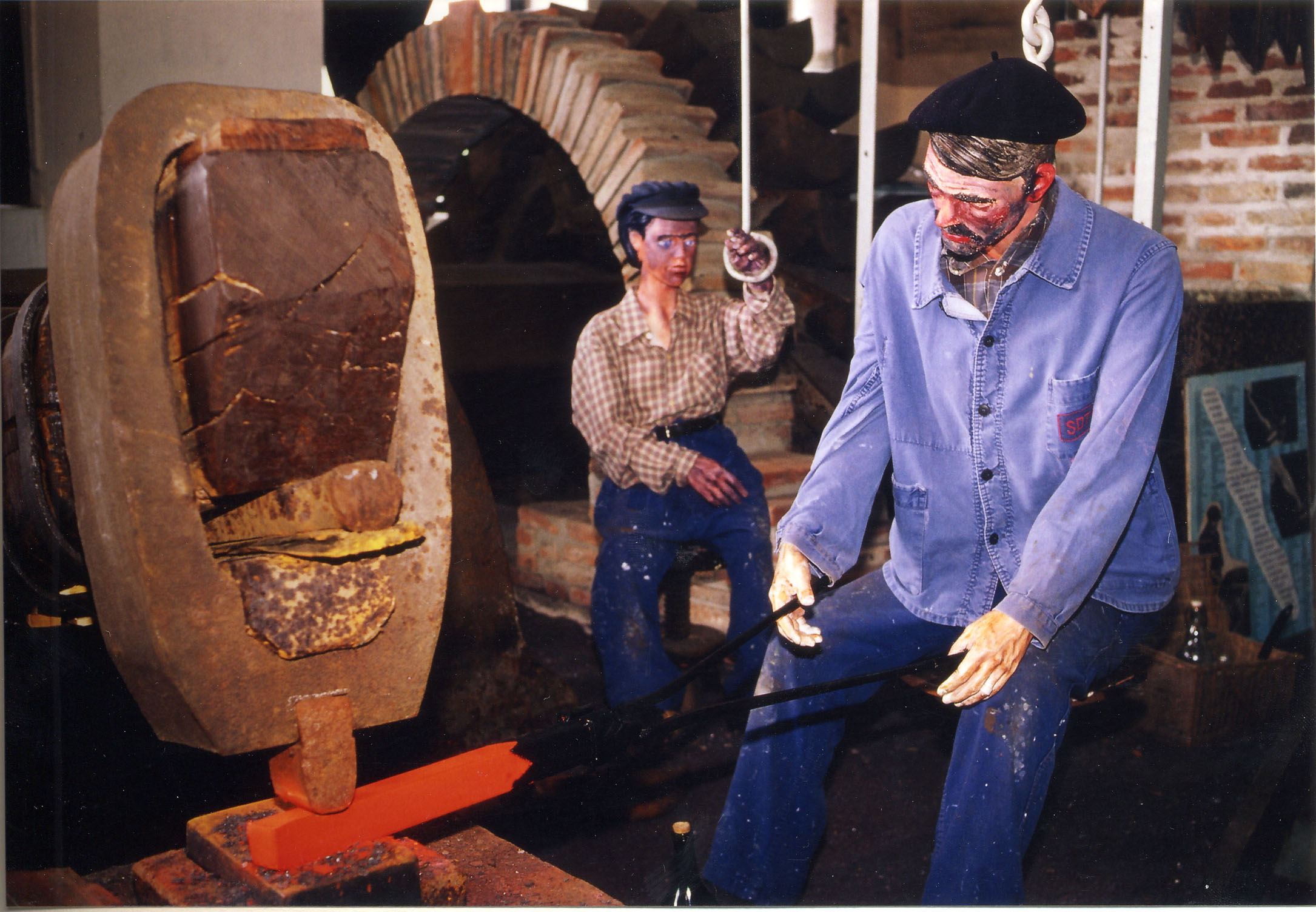
Martinet au musée du Saut-du-Tarn

### Tourisme artisanal et histoire locale
Le tourisme artisanal regroupe les activités anciennes ou actuelles locales. Le musée de la vie paysanne en Haut-Languedoc à Nages, ou le musée du Pays rabastinois en sont des exemples,. Le circuit du vignoble gaillacois permet la visite de nombreuses caves privées ou coopératives, accompagnée de la dégustation des vins du cru. De nombreux producteurs de fromage, charcuterie, canards gras, légumes, proposent également des visites.
Le château de Magrin comprend le seul vestige d'un séchoir à pastel et un moulin pastelier. Un musée retraçant l'histoire de la plante tinctorale bleue y est implanté.

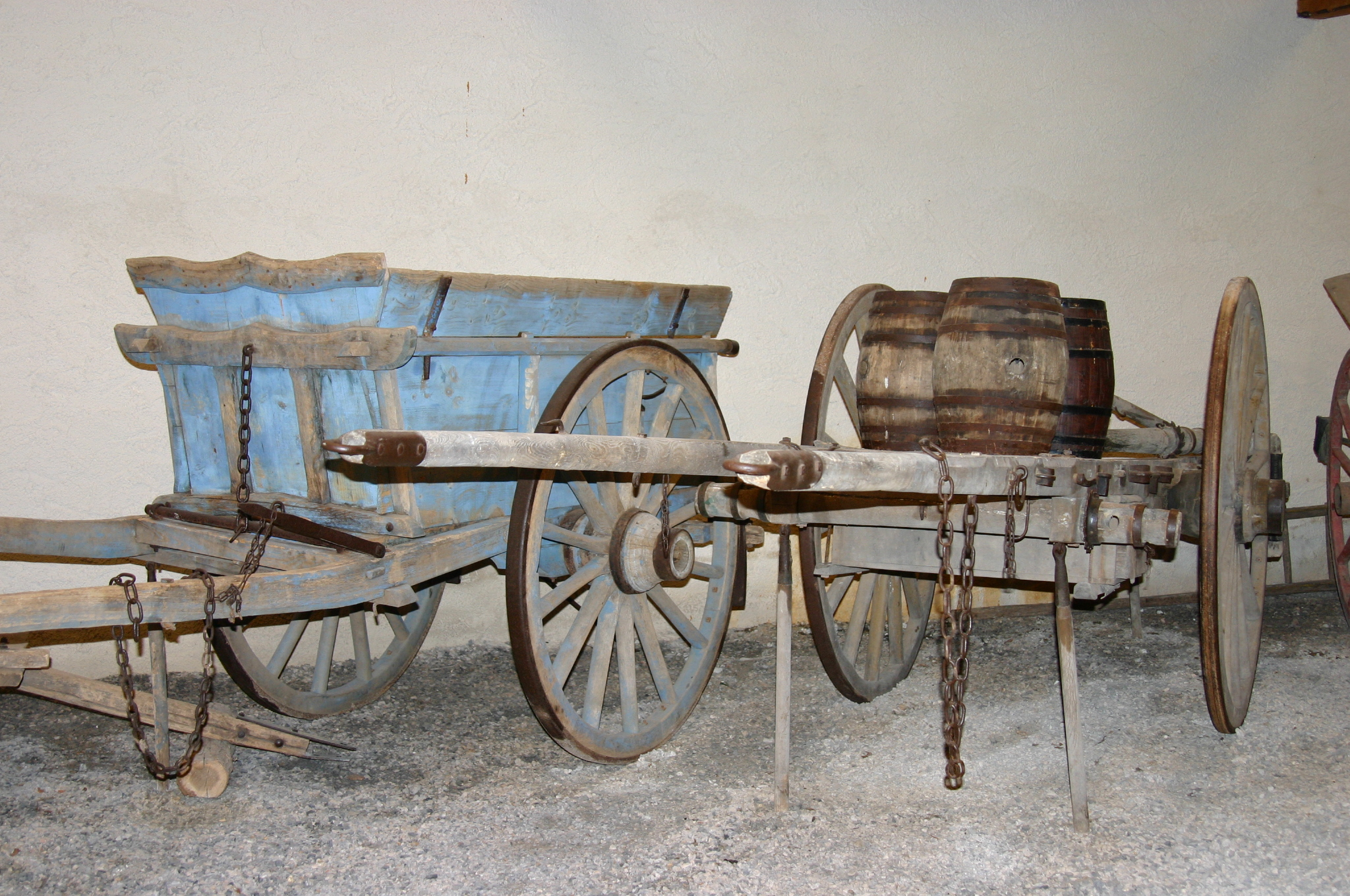
Charrettes au musée de Nages
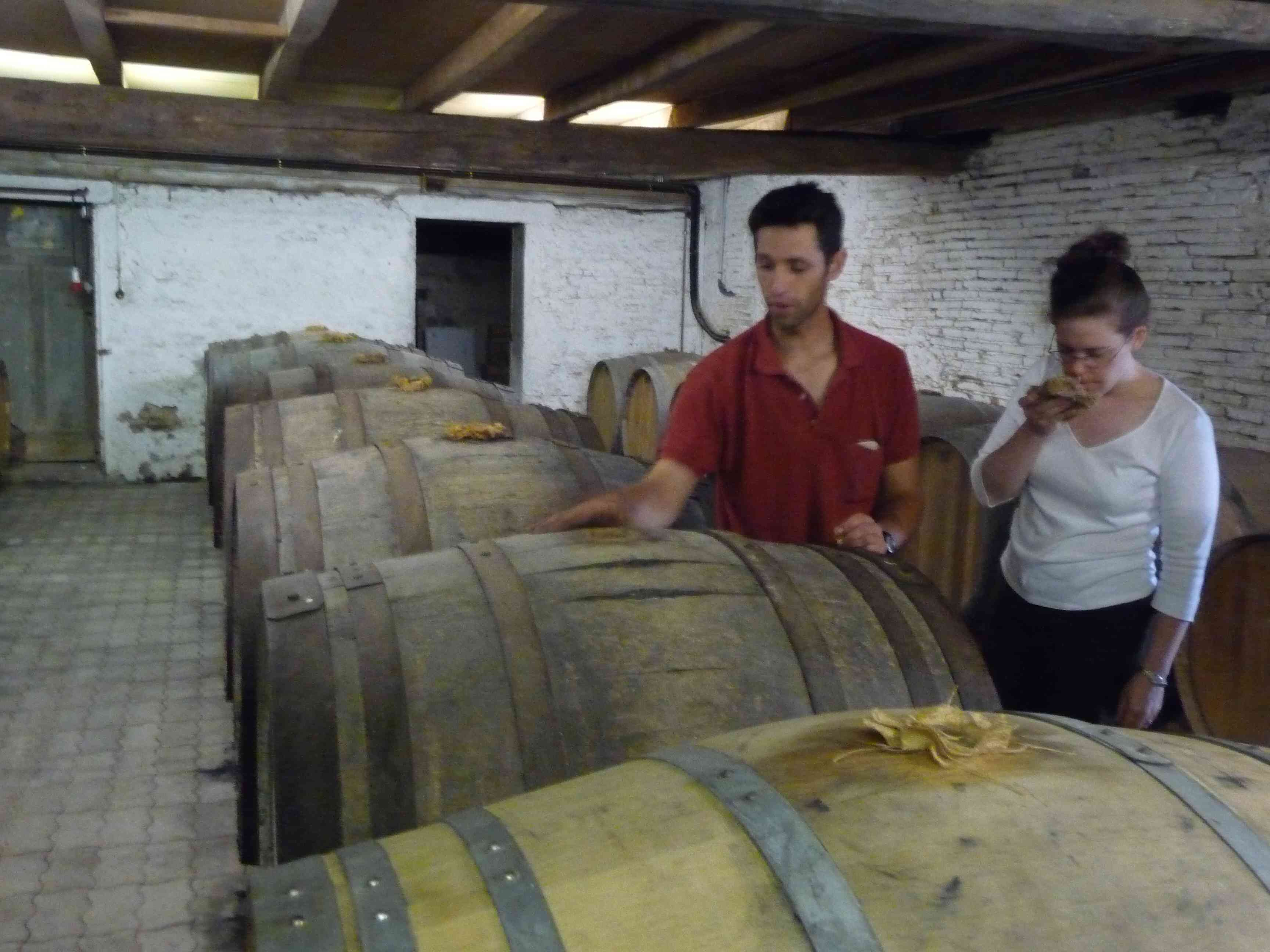
Dégustation de vin de Gaillac à la barrique
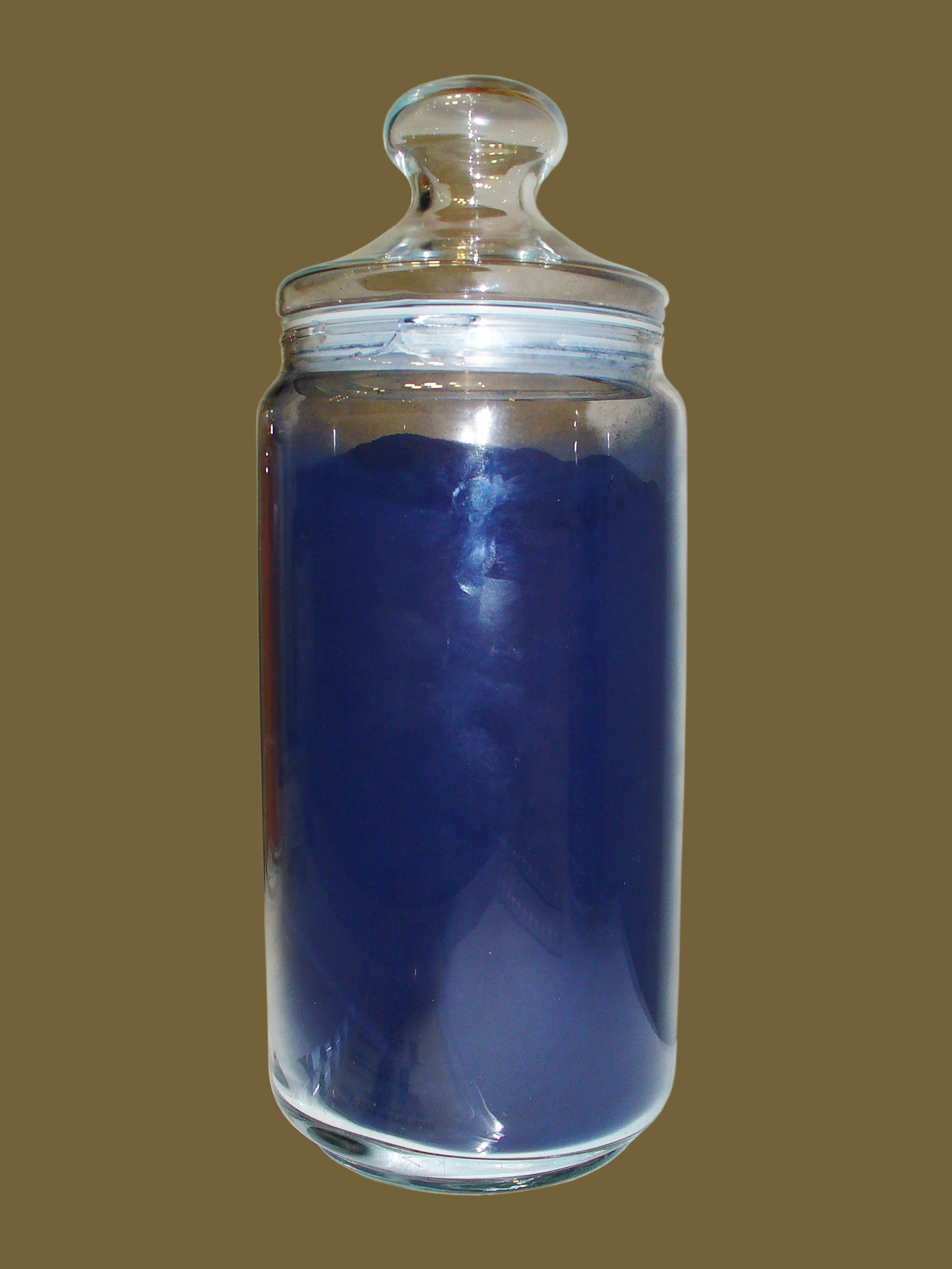
Poudre de bleu pastel

### Personnages célèbres
À Albi, les deux enfants star du pays sont Jean-François Galaup de Lapérouse, navigateur-explorateur et Henri de Toulouse-Lautrec, artiste peintre. Chacun a son musée, le musée Lapérouse et le musée Toulouse-Lautrec,.
À Castres, le Centre national et musée Jean Jaurès retrace la vie du grand orateur socialiste Jean Jaurès, et son soutien aux ouvriers des houillères de Carmaux et des verriers d'Albi.
À Saint-Amans-Soult, le maréchal d'Empire Jean-de-Dieu Soult a laissé sa maison natale, son château de Soultberg et un tombeau classé à la gloire de son action militaire.
Le château de Salettes à Cahuzac-sur-Vère a vu naitre le général Jean Joseph Ange d'Hautpoul, officier de Louis XVI puis des guerres de la Révolution et de l'Empire.
La ville d'Andillac a aménagé le château du Cayla en mémoire de Maurice de Guérin, auteur et poète, et de sa sœur Eugénie.

## Tourisme sportif et naturel

### Activités sportives
La randonnée, le ski de fond, le canoë-kayak ou le canyoning sont des moyens de découvrir un département varié, où de nombreuses activités de pleine nature sont accessibles.
De nombreux lacs et espaces aquatiques permettent aux touristes de se baigner mais également de pratiquer des activités telles la pêche ou la voile.

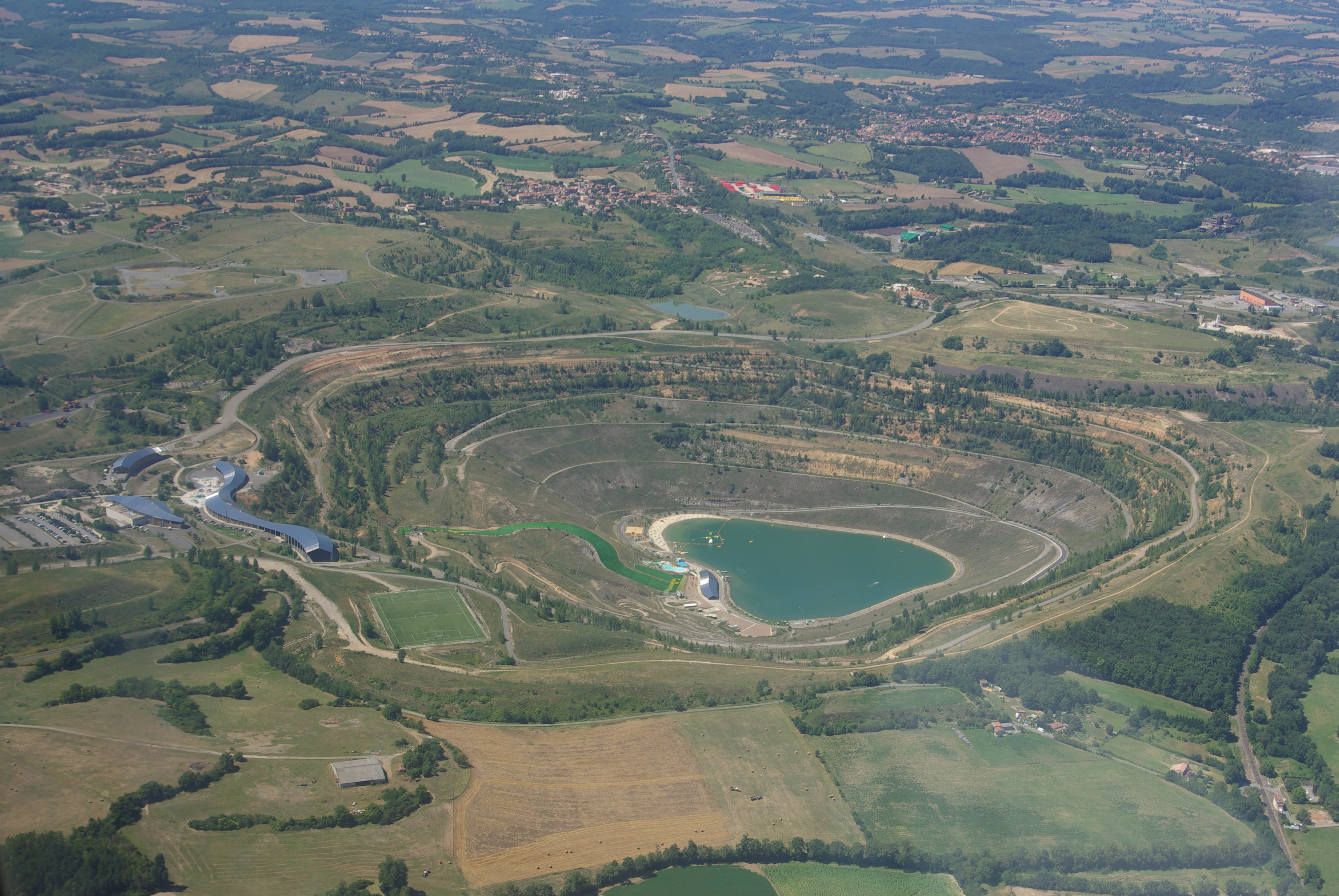
Cap'Découverte

Près de Carmaux, Cap Découverte, le premier pôle Européen multi-loisirs se situe au cœur d'une ancienne mine à ciel ouvert. Tout y est dédié aux loisirs : ski ou snowboard sur piste synthétique, luge, tyrolienne géante, VTT, roller, skate park, mini kart, baignade, Musée de la Mine, Parc des Titans…
Les golfs du Tarn proposent quant à eux des parcours pour tous, du practice au parcours de très haut niveau. Plus au sud, le Parc naturel régional du Haut-Languedoc est un lieu de découverte, de villégiature et de repos, tout comme le sont les Monts de Lacaune et le massif granitique du Sidobre.

### Activités nature

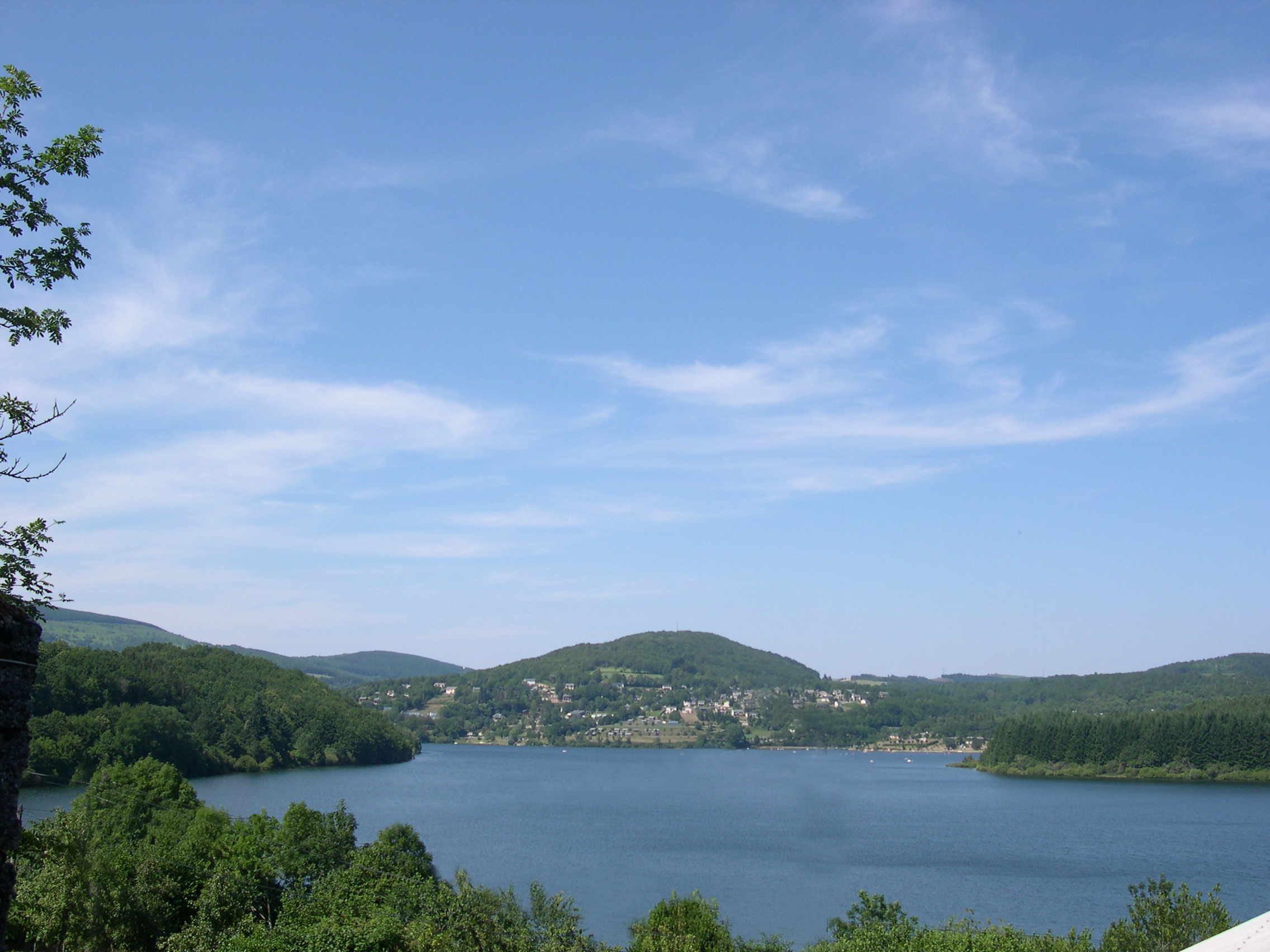
Lac du Laouzas

De la Vallée du Tarn aux Monts de Lacaune, en passant par le Sidobre, les vallons du Pays de Cocagne et la Montagne Noire, Il est possible de découvrir le département sous d’autres angles de vue, au fil de l’eau, par les airs, dans les arbres, ou en parcourant les nombreux itinéraires et sentiers de randonnée à votre disposition.
Sans oublier les différentes balades en gabarre à Albi ou à Castres qui permettent de découvrir les secrets du Tarn et de l'Agout.
Le Chemin de fer touristique du Tarn effectue une balade dans la campagne tarnaise dans un authentique train à vapeur.
Plusieurs parcs et jardins sont également visibles sur tout le département, comme les jardins du Mail et de l'évêché à Castres.
Au cœur du Tarn, profitez de la nature en vous baladant ou en pique-niquant sur l'herbe au lac de la Bancalié à Saint-Antonin-de-Lacalm, ou au lac de Razisse, dans lequel est immergé le château de Grandval.

### Balades et randonnées

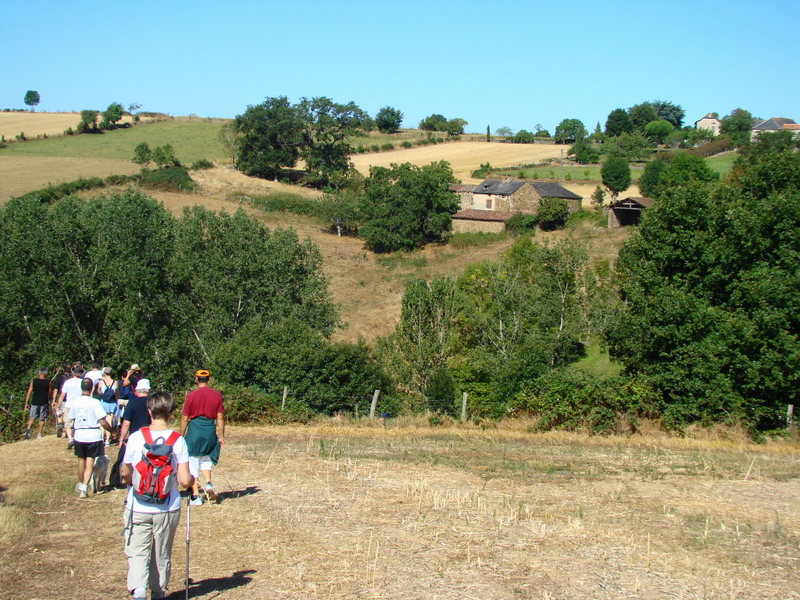
Randonnée à Montirat

Un maillage ancestral propose 3 500 km d'itinéraires propices à la randonnée, que ce soit à pied, à vélo ou à cheval.
Les amateurs de cyclisme pourront arpenter les différents parcours cyclistes pour de multiples découvertes, plusieurs niveaux étant disponibles.
Enfin, les fermes équestres du département permettent de partager le plaisir de l’équitation pour des moments de détente et de dépaysement.

## Festivals et manifestations
Le Tarn propose une palette variée d'événements. Le Carnaval d'Albi donne le ton en février et marque le coup d'envoi pour de nombreux festivals:

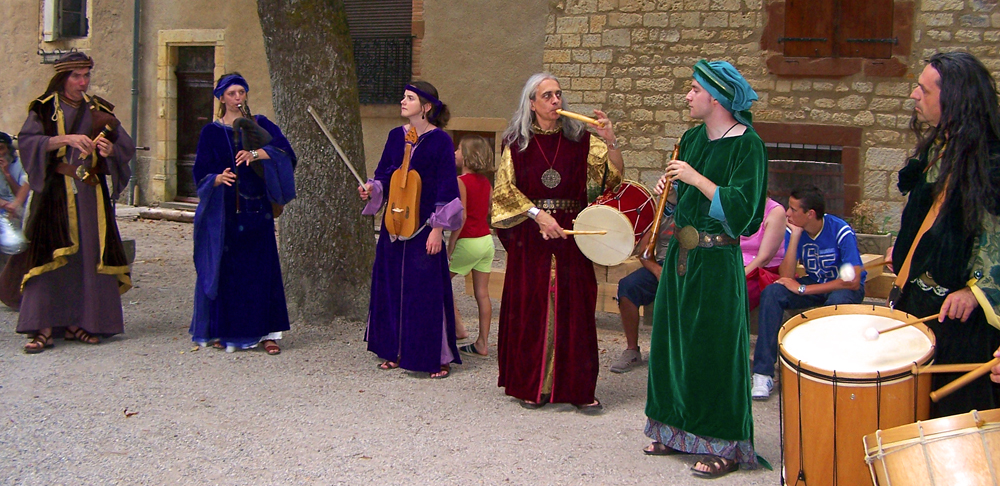
Fête médiévale du Grand Fauconnier à Cordes-sur-Ciel

- Festival Optimômes à Mazamet en mai.
- Festival Cinéfeuilles à Gaillac en juin.
- Festival Pause Guitare à Albi en juillet.
- Extravadanses à Castres en juillet.
- Festival Musique sur Ciel à Cordes-sur-Ciel en juillet.
- Festival gratuit de musique Nord Américaine RéAlCroche à Réalmont en juillet
- Salon International des Minéraux et Fossiles à Réalmont en juillet
- Les Fêtes de Brassac dans le Sidobre en août
- Festival Couleurs du Monde à Castres en août.
- Festival du rire à Vaour en août.

Ainsi que des fêtes :
- Les Médiévales de Cordes-sur-Ciel en juillet[36].
- Fête des vins de Gaillac en août[37].
- Fête de l'Ail Rose à Lautrec en août.
- Repas des os à Nages en mars.

## Activités familiales
- Savoir-faire, traditions, coutumes locales… divers musées, visites ou balades relient les générations.
- Le Tarn regorge d'endroits où l'élément aquatique est omniprésent : piscines, lacs, plans d'eau, bassins, rivières, aménagés ou non, ces lieux permettent de profiter d'un peu de fraîcheur en famille.
- Chevaux, ânes, animaux de la ferme… Des stages pratiques, des visites ou des balades sont à la disposition des touristes.
- Que ce soit dans les parcs accrobranches d'Aventure Parc ou du Cri de tarzan, dans le parc multiloisirs de Cap'Découverte ou dans d'autres activités, les enfants ont un maximum de sensations.
- Sciences, arts du cirque, histoires et légendes… Les enfants peuvent découvrir les mystères de notre système solaire, les traces de l'enfant sauvage des Monts de Lacaune, l'histoire de nos ancêtres les Gaulois à travers des sites ludiques et adaptés.

Ci-dessous une liste non exhaustive des plus grandes fêtes et manifestations pour la famille dans le Tarn :
- Carnaval d'Albi - février.
- Printemps et chocolats à Sorèze pour le jour de Paques - avril.
- Le Tarn de Ferme en Ferme - avril.
- Festival Optimômes à Mazamet - mai.
- Festival Cinéfeuilles à Gaillac - juin.
- Fêtes médiévale du Grand Fauconnier à Cordes-sur-Ciel - juillet.
- Festival "L'été de Vaour" - aout[38].
- Fêtes de la Pâtisserie - septembre.

## Gastronomie

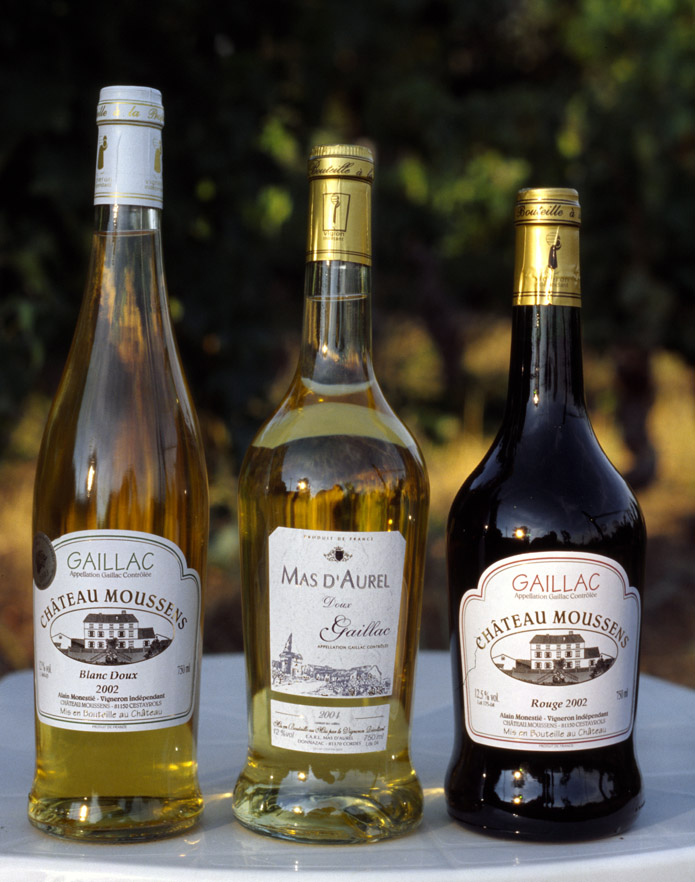
Vin de Gaillac

La gastronomie tarnaise et ses produits de terroirs sont typiquement:
- les charcuteries des Monts de Lacaune,
- l'ail rose de Lautrec. L'ail rose de Lautrec se présente sous la forme d'un bulbe dont les gousses (ou caïeux), d'un joli rose plus ou moins soutenu, ont une longue période de dormance qui confère naturellement au produit de grandes qualités de conservation à l'état sec.
- les Vins de Gaillac, un des grands crus du Sud-Ouest.

## Hébergements touristiques
Le Tarn offre aux touristes diverses structures qui correspondent à différents projets de vacances : des gîtes ruraux, des maisons d'hôtes, des gîtes d'étape et de séjour ainsi que des campings, des hôtels ou des villages vacances.
On dénombre ainsi en 2018 des centaines de meublés de tourisme, 83 hôtels (dont 59 classés) et 78 campings.

## Accès

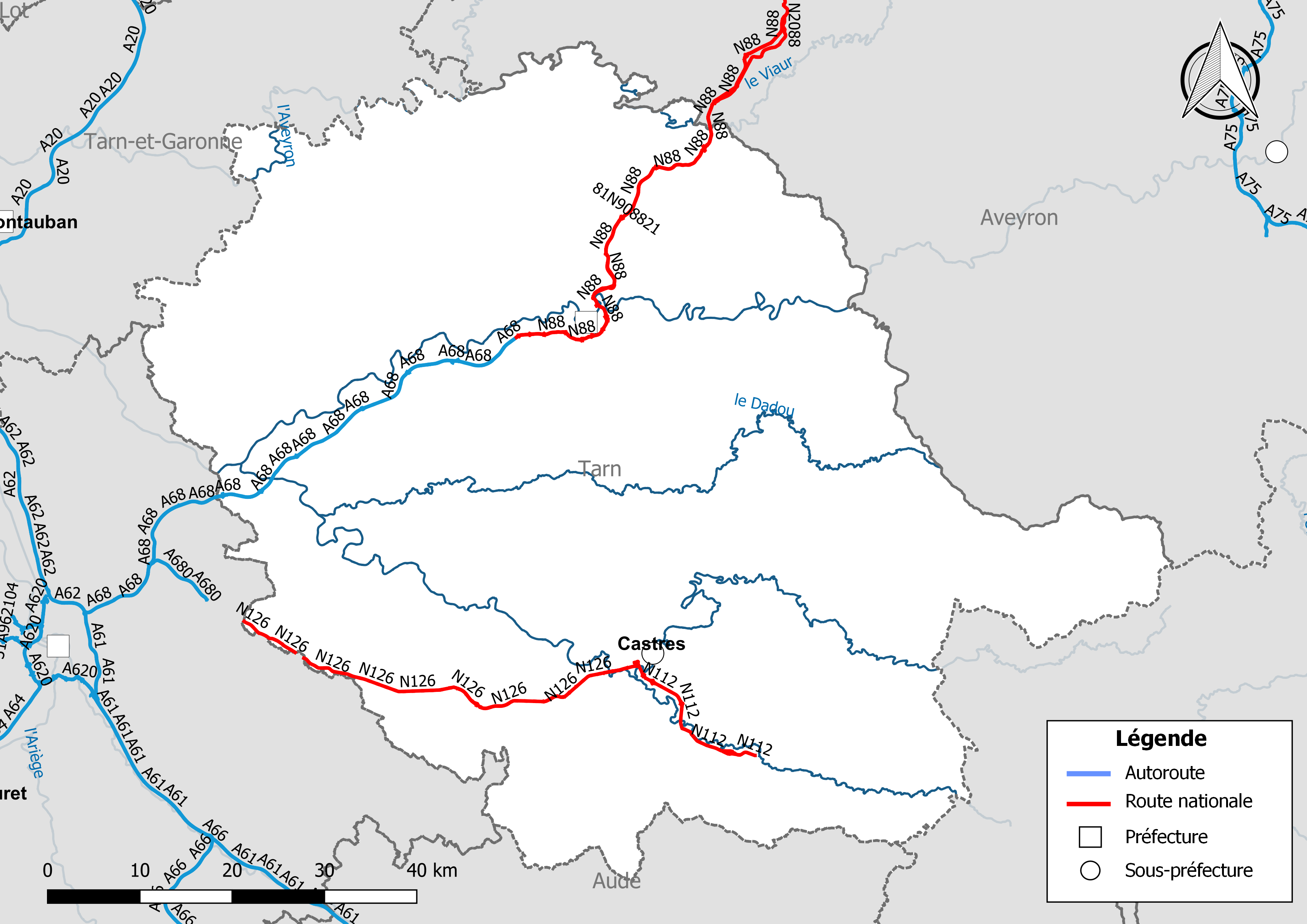
Le réseau de routes nationales dans le Tarn

En dépit d'un enclavement hors des grands axes de circulation, le Tarn est voisin de Toulouse, relié par l'A68. Il longe le tracé de la RD 988 qui se poursuit vers Rodez et Lyon. A Albi, la DR 999 conduit vers le sud-Aveyron (Millau) et Montpellier ; cette même route, vers le nord-est, atteint Montauban et l'autoroute A20 vers Paris. La RD 612 conduit d'Albi à Castres, Mazamet et Béziers. La Route nationale 126 et la RD 112 relient Toulouse et Castres. Le réseau routier est globalement meilleur dans la partie de plaine à l'ouest que dans les zones de relief du sud et de l'est.
En train, le Tarn est relié au réseau ferré de France par la ligne de Brive-la-Gaillarde à Toulouse-Matabiau via Capdenac. En gare de Saint-Sulpice-sur-Tarn vient se greffer la ligne vers Castres et Mazamet, et en Gare de Tessonnières, celle de Tessonnières à Albi poursuivie par celle vers Rodez.
En avion, seul l'aéroport de Castres-Mazamet accueille des passagers, mais celui de Toulouse-Blagnac ouvre des directions beaucoup plus variées.

## Sources